# Iowa Corn Indy 250 2008
Iowa Corn Indy 250 2008 var ett race som var den nionde deltävlingen i IndyCar Series 2009. Racet kördes den 22 juni på Iowa Speedway. Dan Wheldon tog sin andra seger för säsongen, medan nykomlingen Hideki Mutoh slutade på andra plats. Marco Andretti blev trea, medan Scott Dixon drygade ut sin mästerskapsledning med en fjärdeplats.

## Slutresultat
| Plats | Förare            | Team                     | Grid |
| ----- | ----------------- | ------------------------ | ---- |
| 1     | Dan Wheldon       | Chip Ganassi Racing      | 3    |
| 2     | Hideki Mutoh      | Andretti Green Racing    | 7    |
| 3     | Marco Andretti    | Andretti Green Racing    | 8    |
| 4     | Scott Dixon       | Chip Ganassi Racing      | 1    |
| 5     | A.J. Foyt IV      | Vision Racing            | 18   |
| 6     | Danica Patrick    | Andretti Green Racing    | 6    |
| 7     | Ryan Briscoe      | Team Penske              | 5    |
| 8     | Ryan Hunter-Reay  | Rahal Letterman Racing   | 14   |
| 9     | Will Power        | KV Racing Technology     | 11   |
| 10    | Graham Rahal      | Newman/Haas Racing       | 16   |
| 11    | John Andretti     | Roth Racing              | 23   |
| 12    | Justin Wilson     | Newman/Haas Racing       | 20   |
| 13    | Ernesto Viso      | HVM Racing               | 13   |
| 14    | Hélio Castroneves | Team Penske              | 2    |
| 15    | Vitor Meira       | Panther Racing           | 12   |
| 16    | Oriol Servià      | KV Racing Technology     | 10   |
| 17    | Enrique Bernoldi  | Conquest Racing          | 17   |
| 18    | Tony Kanaan       | Andretti Green Racing    | 4    |
| 19    | Mário Moraes      | Dale Coyne Racing        | 24   |
| 20    | Jaime Câmara      | Conquest Racing          | 21   |
| 21    | Darren Manning    | A.J. Foyt Enterprises    | 19   |
| 22    | Buddy Rice        | Dreyer & Reinbold Racing | 15   |
| 23    | Ed Carpenter      | Vision Racing            | 9    |
| 24    | Milka Duno        | Dreyer & Reinbold Racing | 22   |
| 25    | Bruno Junqueira   | Dale Coyne Racing        | 25   |
| 26    | Marty Roth        | Roth Racing              | 26   |